# Малий Говилів
Мали́й Гови́лів — село в Україні, у Хоростківській міській громаді Чортківського району Тернопільської області.
Поштове відділення — Великоговилівське.

## Географія
Село розташоване у північній частині району, на подільській височині, неподалік міста Хоростків.

### Клімат
Малий Говилів знаходяться в межах вологого континентального клімату із теплим літом. Але діяльність людини досить часто призводить до екоциду, поганих змін та глобального потепління. Рівень наповнення річок водою по області становить лише 20 % від необхідного стандарту, значна частина земної поверхні стає посушливою. Для покращення ситуації варто було б проводити ревайлдинг, відновлювати екосистеми та лісові насадження.

## Історія
Відоме від XVIII століття.
Діяли «Просвіта», «Рідна школа» та інші товариства.
15 червня 1934 року село передане з Копичинецького повіту до Теребовлянського повіту.
1 серпня 1934 року в рамках реформи на підставі нового закону про самоуправління (23 березня 1933 року) увійшла до нової сільської гміни Мшанець (Трембовлянський повіт Тернопільського воєводства).
З 1947 року мешканці села зазнали каральної акції операції «Захід».
З 24 серпня 1991 року село входить до складу незалежної України.
До 2020 підпорядковане Великоговилівській сільській раді. 
12 червня 2020 року, відповідно до розпорядження Кабінету Міністрів України № 724-р «Про визначення адміністративних центрів та затвердження територій територіальних громад Тернопільської області» увійшло до складу Хоростківської міської громади.
19 липня 2020 року, в результаті адміністративно-територіальної реформи та ліквідації Теребовлянського району, увійшло до складу новоутвореного Чортківського району.
Об'єднання в громаду має створити умови для формування ефективної і відповідальної місцевої влади, яка зможе забезпечити комфортне та безпечне середовище для проживання людей.

## Політика

### Парламентські вибори, 2019
На позачергових парламентських виборах 2019 року у селі функціонувала окрема виборча дільниця № 610820, розташована у приміщенні клубу.
Результати
- зареєстровано 306 виборців, явка 58,82%, найбільше голосів віддано за «Слугу народу» — 23,60%, за Всеукраїнське об'єднання «Батьківщина» — 17,98%, за «Європейську Солідарність» — 14,61%.[5] В одномандатному окрузі найбільше голосів отримав Микола Люшняк (самовисування) — 54,80%, за Ігоря Сопеля (Слуга народу) — 15,82%, за Володимира Бліхаря (Всеукраїнське об'єднання «Батьківщина») — 12,43%[6].

## Населення
Населення — 437 осіб (2001).

### Мовні особливості
Село розташоване на території наддністрянського (опільського) говору. До «Наддністрянського реґіонального словника» внесено такі слова та фразеологізми вживані у селі: а-тась («уживають, щоб відігнати качок»), бандурка («картопля»), бомбетиль («лавка-ліжко»), ґрулі («картопля»), запорток («зіпсоване яйце, з якого не може вивестися курча»), муравщинє («мурашник»).

## Пам'ятки
Є церква Співстраждання Божої Матері (1997, мурована, УГКЦ).
Насипана символічна могила УСС (1991).

## Соціальна сфера
Працюють загальноосвітня школа І ступеня, бібліотека.

## Відомі люди
- Стиранка Мирослав Петрович — український журналіст і політичний діяч.

## Галерея

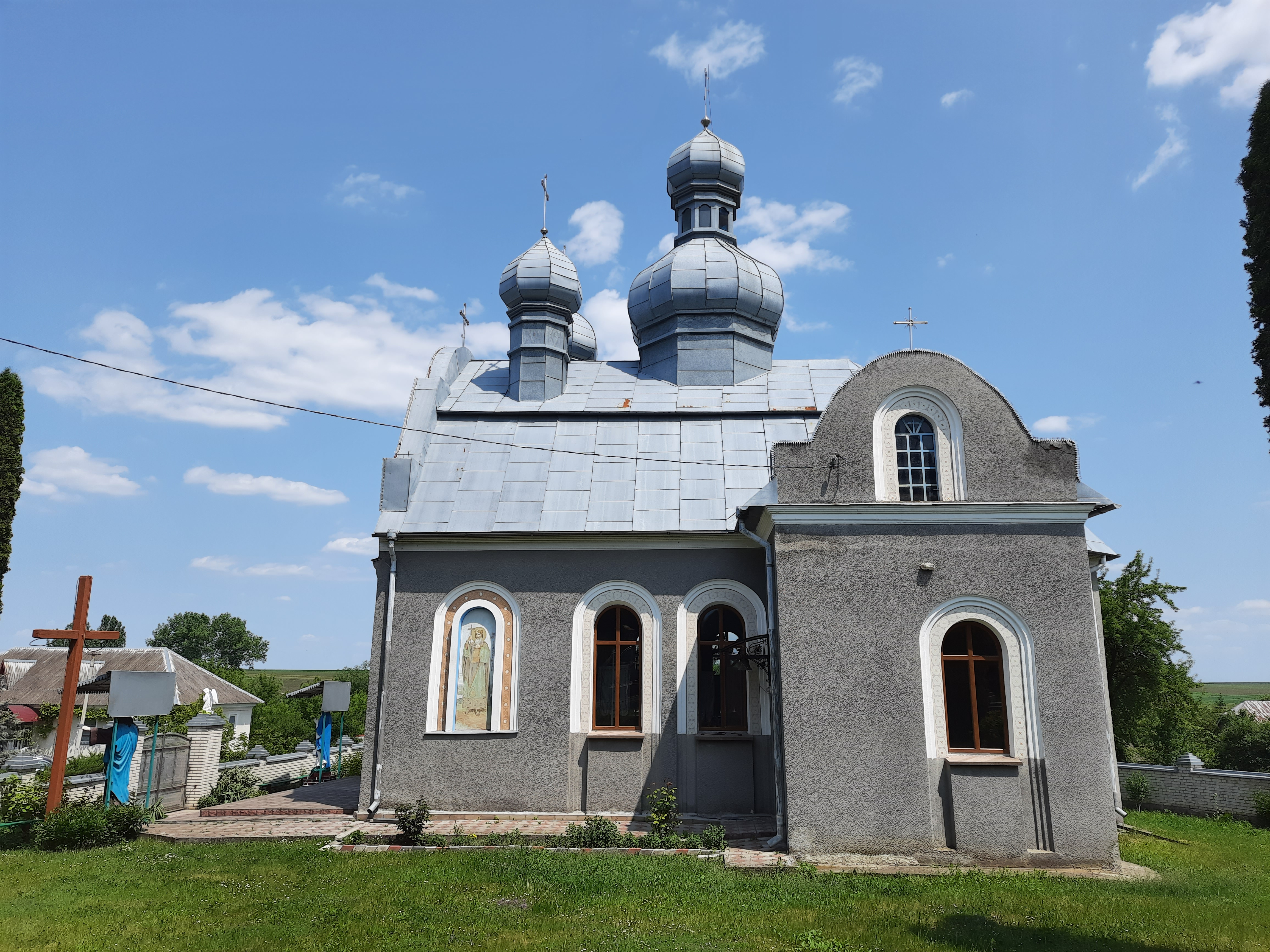
Церква Пресвятої Богородиці
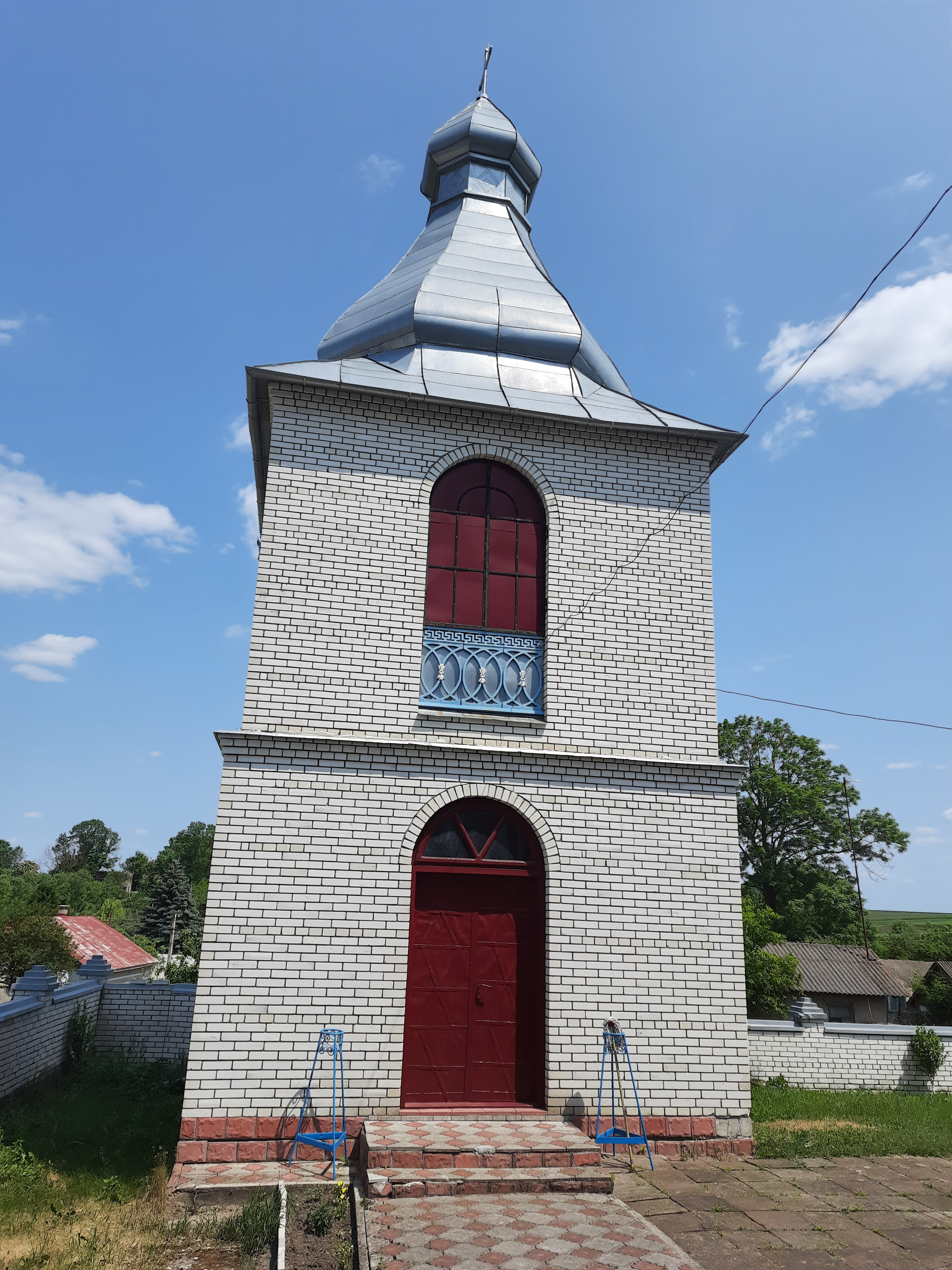
Дзвіниця церкви Пресвятої Богородиці
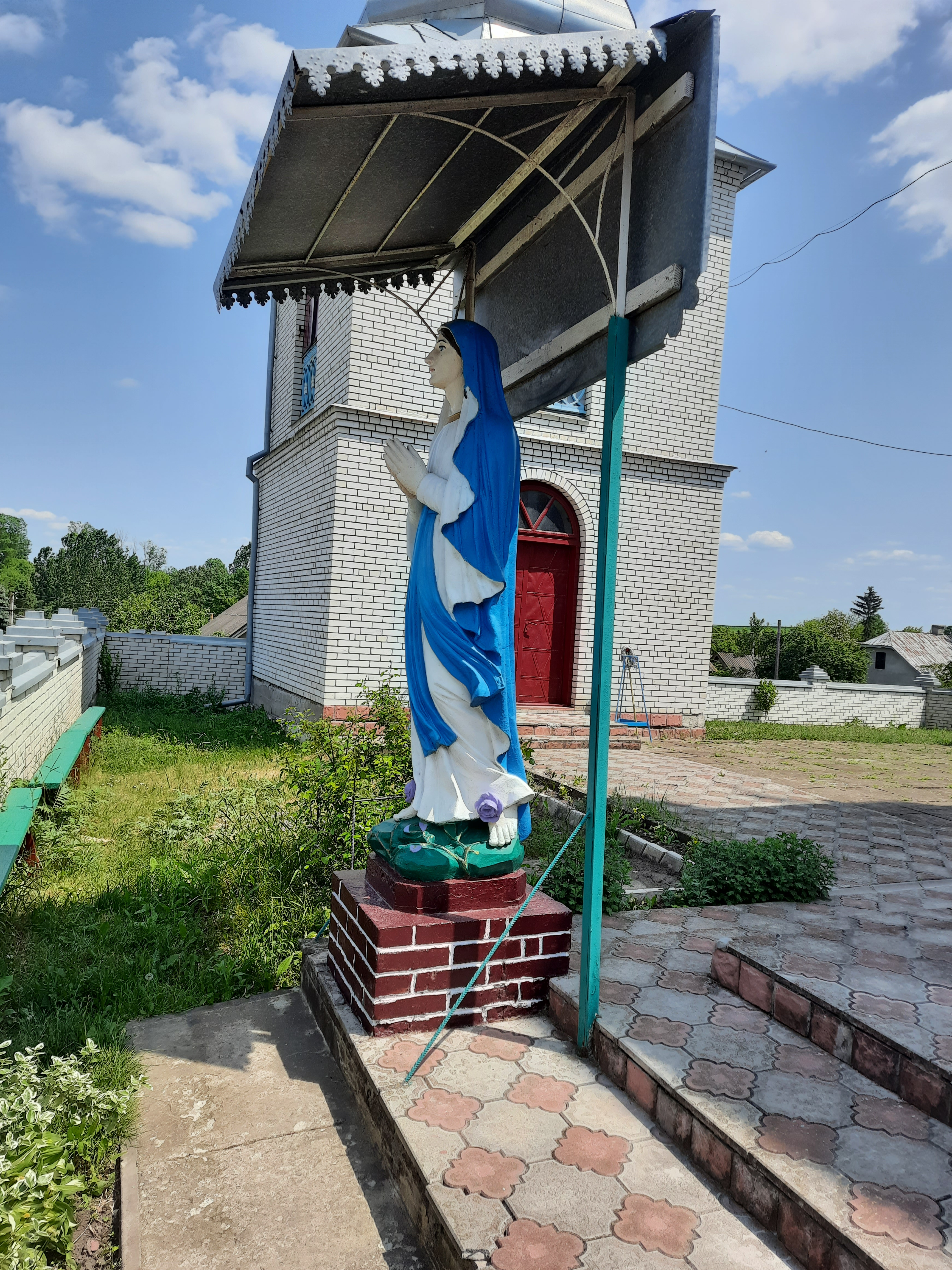
"Фігура" біля церкви
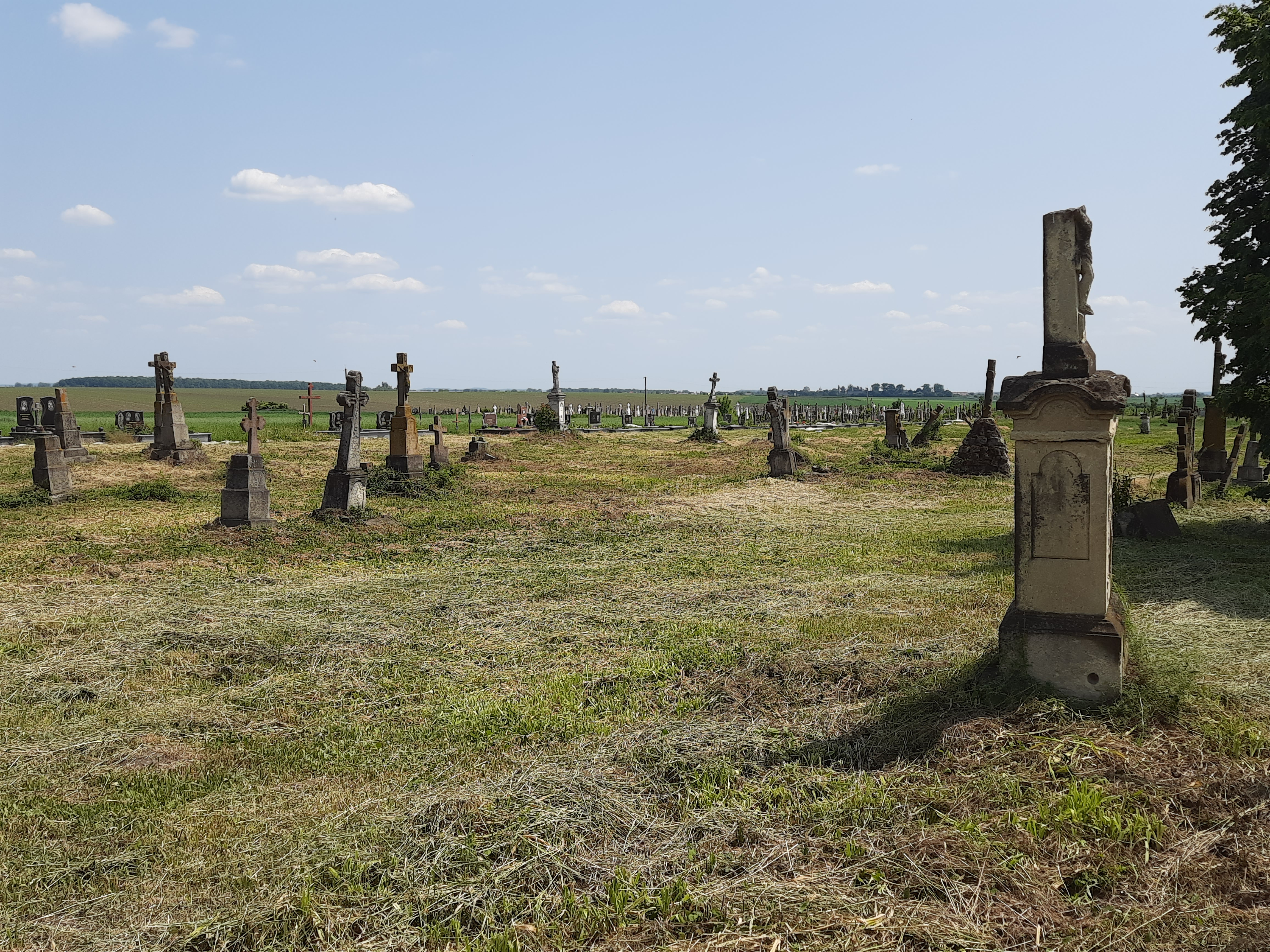
Старий цвинтар
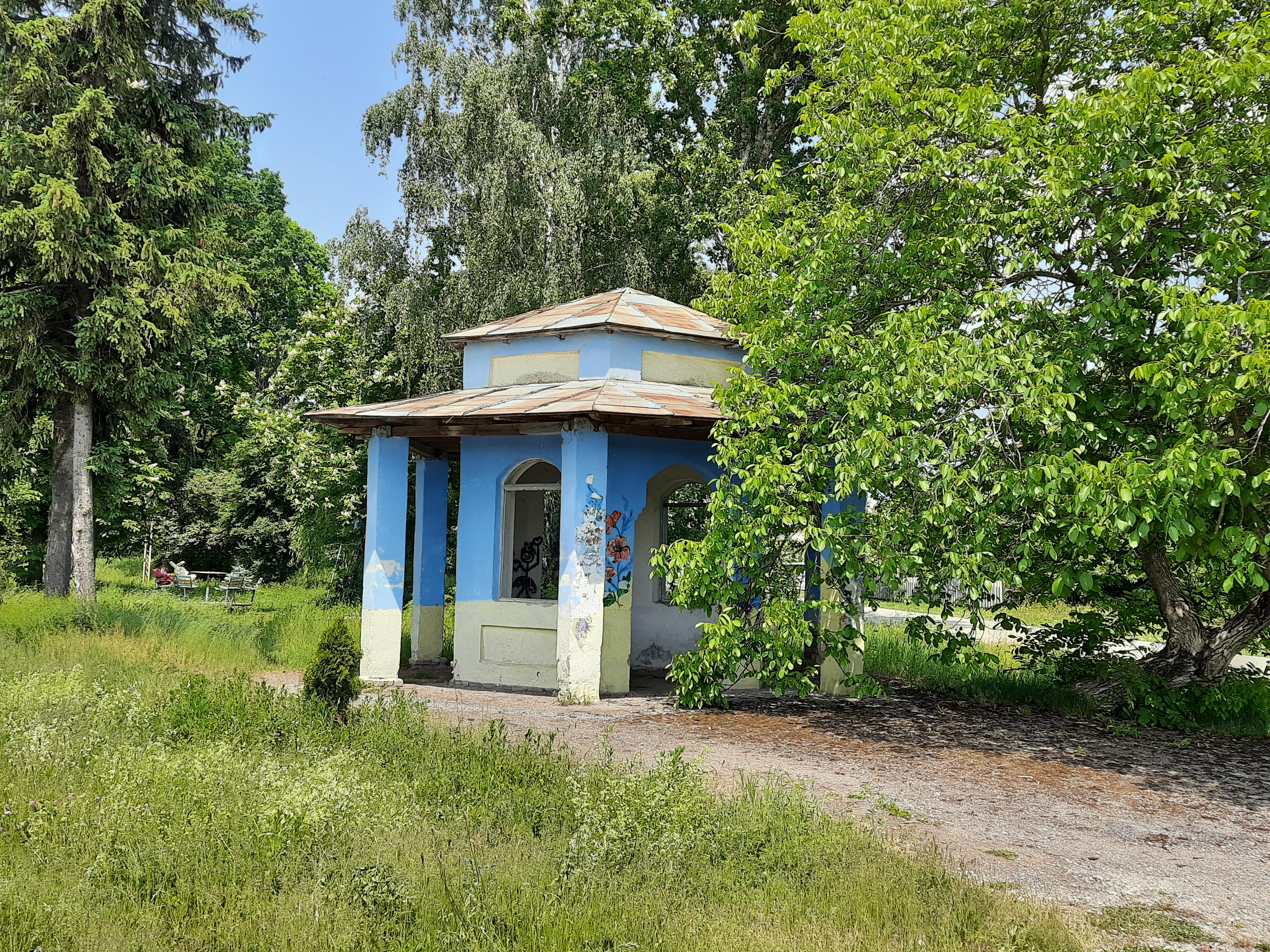
Автобусна зупинка